# 恰布阿
查布亚（Chabua），是印度阿萨姆邦Dibrugarh县的一个城镇。总人口7230（2001年）。

## 人口
该地2001年总人口7230人，其中男性3898人，女性3332人；0—6岁人口805人，其中男433人，女372人；识字率77.72%，其中男性为82.71%，女性为71.88%。